# Frans Vanderschrick
 (septembre 2018).
Si vous disposez d'ouvrages ou d'articles de référence ou si vous connaissez des sites web de qualité traitant du thème abordé ici, merci de compléter l'article en donnant les références utiles à sa vérifiabilité et en les liant à la section « Notes et références ».
Pas d'image ? Cliquez ici
Frans Vanderschrick (1905-1952) est un motocycliste, pilote de vitesse en side-car, considéré comme le plus grand sidecariste belge. Il est six fois champion de Belgique de vitesse : 1938, 1947, 1948, 1949, 1950, 1951 et 1952.
En 1947 et 1948, il remporte le Grand Prix moto de Belgique disputé à Francorchamps. Il termine à la troisième place du classement général lors de l'édition 1949 du Championnat du monde de vitesse moto avec son coéquipier Martin Whitney.
Il meurt en 1952 à Poperinge lors d'une course où son side-car percute un poteau télégraphique après la casse de l'axe de la roue avant.
Il est le père du pilote automobile Roger Vanderschrick.